# Linia kolejowa Możejki – Łajżew
Linia kolejowa Możejki – Łajżew – linia kolejowa na Litwie łącząca stację Możejki z granicą państwową z Łotwą.
Linia na całej długości jest niezelektryfikowana i jednotorowa.

## Historia
Linia powstała w 1873 jako część drogi żelaznej mitawskiej. Początkowo leżała w Imperium Rosyjskim, w latach 1918 - 1940 położona była na Litwie, następnie w Związku Sowieckim (1940 - 1991). Od 1991 ponownie znajduje się w granicach niepodległej Litwy.
W 2008 linia została rozebrana, oficjalnie z powodu jej nieopłacalności. Faktycznym powodem rozbiórki linii miała być konkurencyjna cenowo oferta Kolei Łotewskich złożona Orlen Lietuva, posiadającemu rafinerię ropy naftowej w Możejkach, dotycząca transportu przetworzonych produktów przez Łotwę do portu w Lipawie zamiast do Kłajpedy. Rozbiórka linii zmusiła Orlen Lietuva do korzystania z monopolistycznych taryf Kolei Litewskich i portu w Kłajpedzie oraz transport swoich produktów na Łotwę okrężną trasą przez Szawle. W 2017 Komisja Europejska nałożyła na Koleje Litewskie karę w wysokości 28 mln euro za naruszenie przepisów antymonopolowych poprzez rozbiórkę linii.
W 2019 przeprowadzono odbudowę linii. Estoński wykonawca ułożył 19,081 km toru oraz odrestaurował lub wyremontował inne obiekty infrastruktury kolejowej. Koszt odbudowy wyniósł 9,4 mln euro. W 2020 linia została otwarta dla ruchu.

## Przypisy

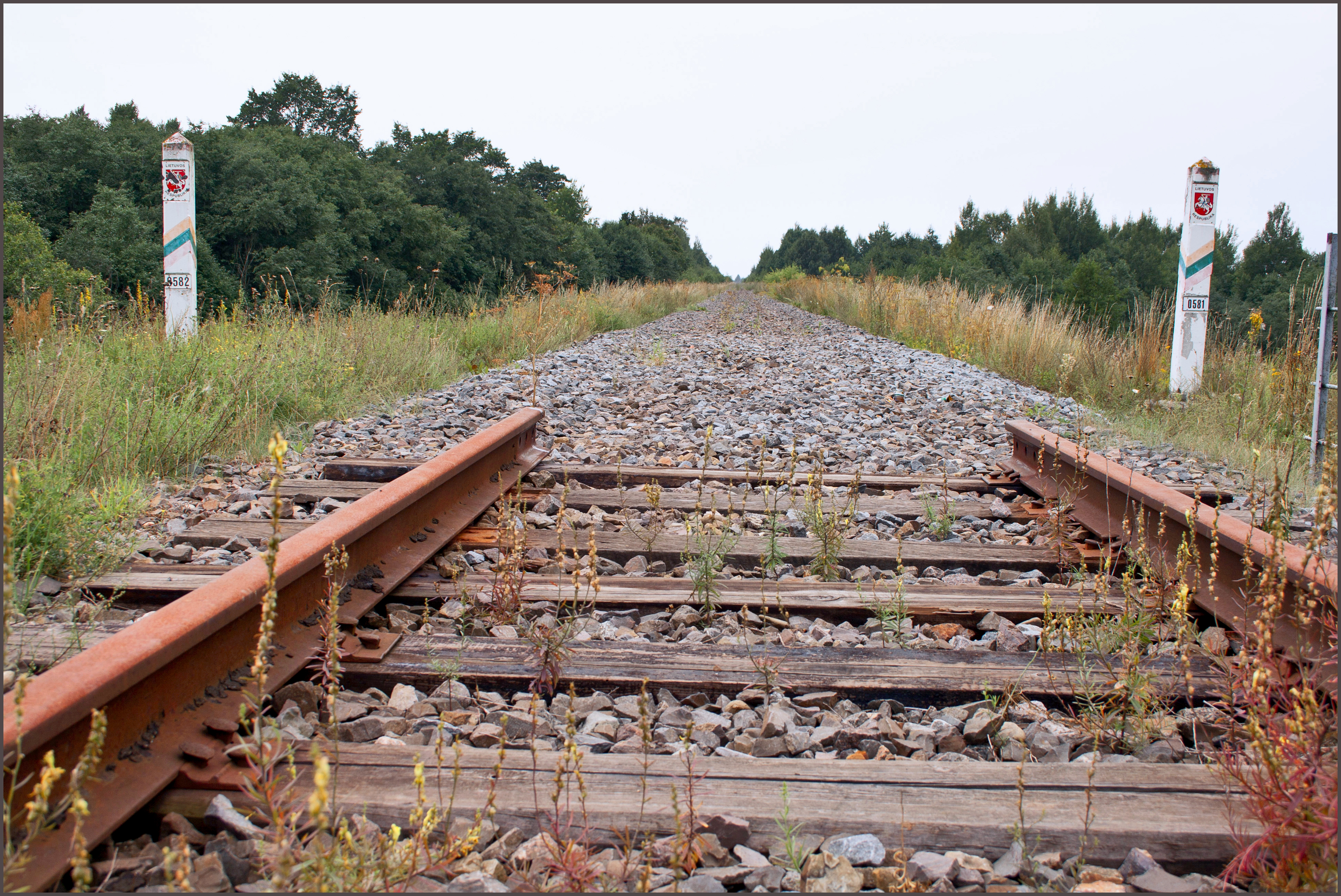
Widok z Łotwy na rozebraną linię (2011)